# Nightmares and Dreamscapes: From the Stories of Stephen King
Nightmares and Dreamscapes: From the Stories of Stephen King (br: Pesadelos e Paisagens Noturnas) é uma minissérie de televisão americana, produzida e exibida pelo canal TNT. A série foi filmada inteiramente em Melbourne, na Austrália. Baseada na obra do escritor Stephen King, a série contém 8 episódios, que foram exibidos entre 12 de julho e 2 de agosto de 2006, nos Estados Unidos.
No Brasil, a série foi exibida pelo Warner Channel, a partir de 17 de julho de 2007. No SBT, a série foi exibida sempre no horário da madrugada, estreando no dia 23 de maio de 2009 às 3h30, e sendo apresentada por último na programação do dia 16 de junho de 2010 às 3h, no bloco Tele Seriados.

## Produção
Os episódios que foram baseados nas histórias curtas da coletânea "Pesadelos e Paisagens Noturnas" são "Umney's Last Case", "You Know They Got a Hell of a Band", "The End of the Whole Mess", "The Fifth Quarter" e "Crouch End". "The Road Virus Heads North" e "Autopsy Room Four" são adaptações das histórias de "Everything's Eventual", de 2002, e "Battleground" é da coletânea de contos "Sombras da Noite", de 1978.
Participaram do elenco atores como Tom Berenger, William H. Macy, Kim Delaney, Steven Weber, Ron Livingston, William Hurt, Samantha Mathis, Jacinta Stapleton e Bill Barretta, embora este último não tenha sido creditado. Os efeitos especiais da série foram feitos pela empresa Jim Henson's Creature Shop.

## Episódios
| Nº | Título                               | Direção              | Data de estreia     |
| --- | ------------------------------------ | -------------------- | ------------------- |
| 1 | "Battleground"                       | Brian Henson         | 12 de julho de 2006 |
| Um assassino (William Hurt) profissional recebe um pacote sinistro após assassinar o presidente de uma companhia de brinquedos. Roteiro por Richard Christian Matheson. |                                      |                      |                     |
| 2 | "Crouch End"                         | Mark Haber           | 12 de julho de 2006 |
| Um casal (Claire Forlani e Eion Bailey) em lua-de-mel se perde em uma estranha cidade que parece não possuir uma saída. |                                      |                      |                     |
| 3 | "Umney's Last Case"                  | Rob Bowman           | 19 de julho de 2006 |
| Após a morte de seu filho, um escritor (William H. Macy) decide trocar de lugar com o personagem principal de seu livro. |                                      |                      |                     |
| 4 | "The End of the Whole Mess"          | Mikael Salomon       | 19 de julho de 2006 |
| Um meio de gerar um mundo sem violência foi descoberto por um cientista genial (Henry Thomas). Contudo, seu irmão (Ron Livingston), um cineasta com apenas uma hora de vida restante, precisa deixar uma mensagem gravada para a posteridade (se houver), explicando os motivos pelos quais tudo deu errado. |                                      |                      |                     |
| 5 | "The Road Virus Heads North"         | Sergio Mimica-Gezzan | 26 de julho de 2006 |
| Um famoso escritor de histórias de terror (Tom Berenger) compra uma pintura como fonte de inspiração. No entanto, eventos sinistros levam-no a crer que esta mesma pintura deseja sua morte. |                                      |                      |                     |
| 6 | "The Fifth Quarter"                  | Rob Bowman           | 26 de julho de 2006 |
| Recém libertado da prisão, um homem (Jeremy Sisto) sai em busca de um tesouro, pondo em risco sua vida no processo. |                                      |                      |                     |
| 7 | "Autopsy Room Four"                  | Mikael Salomon       | 2 de agosto de 2006 |
| Picado por uma cobra venenosa, um homem supostamente morto (Richard Thomas) torna-se testemunha de sua própria autópsia. |                                      |                      |                     |
| 8 | "You Know They Got a Hell of a Band" | Mike Robe            | 2 de agosto de 2006 |
| Perdidos na estrada, um casal (Kim Delaney e Steven Weber) vai parar em uma cidade habitada por lendas do rock and roll já falecidas. |                                      |                      |                     |

## Home video
A série completa foi lançada em DVD nos Estados Unidos no dia 26 de outubro de 2006.